# Coupe ASOBAL 2000-2001
Navigation
Coupe ASOBAL 1999-2000 Coupe ASOBAL 2001-2002
La Coupe ASOBAL 2000-2001 est la 11e édition de la compétition qui a eu lieu les 10 et 11 mars 2001 dans le Palais Vista Alegre de Cordoue.
Elle est remportée par le FC Barcelone pour la 4e fois au terme d'un tournoi à rebondissements et d'une extrême intensité. D'un part parce que les demi-finales et la finale se sont toutes soldées par un écart d'un but seulement. D'autres part parce que le Barça a suscité des rancœurs à la suite de la double plainte des présidents de León et de San Antonio, accusant l'entraîneur catalan, Valero Rivera, d'avoir menacé et manipulé à plusieurs reprises pendant le match les deux arbitres.
En finale, Jackson Richardson a d'abord mis le feu aux poudres en inscrivant les trois premiers buts de son équipe. Mais David Barrufet, sortant de son banc pour repousser deux penalties, et l'abattage monstre du duo Nagy-Lozano (17 buts à eux deux) ont replacé sur orbite le FC Barcelone avant la mi-temps (15-13). Et le rush désespéré de Portland en fin de partie n'a pas suffi à empêcher le Barça de s'imposer 29 à 28.

## Équipes engagées et formule
Les équipes engagées sont les quatre premières équipes du Championnat d'Espagne 2000-2001 à la fin des matchs aller, à savoir, le BM Ciudad Real, le Portland San Antonio, le CB Ademar León et le FC Barcelone.
Le format de la compétition est une phase finale à 4 (demi-finale, finale) avec élimination directe.

## Résultats
Les résultats sont, :
|  | Demi-finales         | Demi-finales         |              |    | Finale | Finale |
|  | Demi-finales         | Demi-finales         |              |    | Finale | Finale |
|  |                      |                      |              |    |        |        |
|  |                      |                      |              |    |        |        |
|  |                      |                      |              |    |        |        |
|  | CB Ademar León       | 29, 2                |              |    |        |        |
|  | CB Ademar León       | 29, 2                |              |    |        |        |
|  | FC Barcelone         | 29, 3tab             |              |    |        |        |
|  | FC Barcelone         | 29, 3tab             | FC Barcelone | 29 |        |        |
|  |                      |                      | FC Barcelone | 29 |        |        |
|  |                      | Portland San Antonio | 28           |    |        |        |
|  | BM Ciudad Real       | Portland San Antonio | 28           | 22 |        |        |
|  | BM Ciudad Real       |                      |              | 22 |        |        |
|  | Portland San Antonio | 23                   |              |    |        |        |
|  | Portland San Antonio | 23                   |              |    |        |        |

Les buteurs de la finale sont :
- FC Barcelone : Tomas Svensson, David Barrufet - Andrei Xepkin (1), Xavier O'Callaghan (2), László Nagy (8), Patrik Ćavar (1), Enric Masip (5), Antonio Carlos Ortega (3), Demetrio Lozano (9). Entraîneur : Valero Rivera.
- Portland San Antonio : José Javier Hombrados, Alexandru Buligan - Óscar Mainer (es) (3), Mateo Garralda (6), Ambros Martín (1), Jackson Richardson (4), Xabier Mikel Errekondo (1), Mikhaïl Iakimovitch (5), Oleg Kisselev (1), Fernando Barbeito (4), Alberto Martín (3). Entraîneur : Zupo Equisoain.